# Лесна зараван
Лесне заравни су еолски елементи рељефа у дну Панонског басена.

## Настанак
Настале су навејавањем и таложењем фине лесне прашине жуте боје обично на местима где су постојале препреке у правцу дувања ветра. Стрмо се издижу изнад алувијалних равни, а даље су благо заталасане. Висина одсека најчешће се креће од 20 до 30 m, а ређе и до 60 m, што обично представља и дебљину лесних наслага.
Лесне заравни су навејане за време глацијалних стања и то у зимским временима. Велике панонске реке таложиле су песак и муљ у својим коритима док су у јесен и зиму ветрови разносили песак и муљ стварајући лесне заравни. Зиме глацијалних  периода биле су сиромашне снегом, то је био посебан случај у ниским депресијама које су биле опкољене.

## Лесне заравни у Војводини
- Бачка (Телечка) лесна зараван
- Tителски брег
- Сремска (Фрушкогорска) лесна зараван
- Јужнобанатска лесна зараван
- Тамишка лесна зараван

Од свих лесних заравни могла се утврдити прелесна топографија. Сремска лесна зараван је навејана око Фрушкогорског гребена.
На јужном ободу Бачке лесне заравни у Новом Сивцу лес је у нижим деловима глиновит, а југоисточно од Старог Сивца песковит.